# إيران للطيران الرحلة 277
إيران للطيران الرحلة 277 هي رحلة طيران رقم 277 تابعة لشركة إيران للطيران تحطمت بالقرب من مطار أرومية على مقربة من مقاطعة أذربيجان الغربية بتاريخ 9 يناير 2017، وقد نجم عن الحادث وفاة 77 شخص على الأقل وإصابة أزيد من 20 آخرين.
الطائرات التي تحطمت هي من طراز بوينغ 727 وتابعة لشركة إيران للطيران، وكان من المُخطط لها الانطلاق من مطار مهرآباد الدولي في طهران إلى أرومية إلا أنها تحطمت بعد مدة من التحليق وقد رجح المحققون سبب التحطم إلى سوء الأحوال الجوية.

## الطائرة
الطائرة المنكوبة هي من طراز بوينغ 727 وقد سُجلت بالرمز EP-IRP. بُنيت الطائرة عام 1974 لكنها قضت وقتا طويلا خارج الخدمة قبل أن تُباشر عملها، كما سبق وأن تم احتجازها في بغداد ما بين 1984 و1990 بسبب اختراقها المجال الجوي العراقي ثم تم وضعها في المخزن من 1991 إلى 2002 قبل أن يتم إصلاحها وإعادتها إلى الخدمة.

## الحادث
كان من المرتقب أن تقوم الطائرة بالإقلاع من طهران باتجاه أورمية، وهذا فعلا ما حصل حيث أقلعت من مطار مهرآباد الدولي في الساعة 18:15 بالتوقيت المحلي (15:15 بالتوقيت العالمي المنسق) لكنها كانت قد تأخرت عن موعد الإقلاع المقرر بحوالي ساعتين بسبب سوء الطقس في أورمية. أقلعت الطائرة بشكل عادي وكانت قريبة من الوصول إلى وجهتها النهائية قبل أن تتحطم بالقرب من مطار أورمية. وقع الحادث في حوالي الساعة 19:45 بالتوقيت المحلي (16:15 UTC) وقيل حينها إن السبب هو سوء أحوال الطقس، وكان ربان الطائرة قد فوت أول محاولة للهبوط؛ فتحطمت إما أثناء هذه المحاولة أو أثناء محاولة العودة إلى طهران، وكانت منطقة أورمية قد عرفت ذلك اليوم انخفاضا كبيرا في درجة الحرارة التي تسببت في تصلب الجيلد وتكون الثليج مما منع الربان من الرؤية. تحطم الطائرة تسبب في تفرق أجزائها وتطايرها أشلائها في جهات مختلفة، ولم يتم الإشارة إلى اشتعالها بالنيران أو حدوث انفجارات داخلها.
بعد انتشار خبر تحطم الطائرة الإيرانية، اختلفت الآراء (حسب ما جاء في التقارير الأولية) حول نوعها فهناك من أشار إلى أنها من طراز فوكر 100 وآخرون أكدوا أنها من نوع بوينغ 727، وقد تم التأكد في وقت لاحق أنها فعلا من طراز بوينغ 727 وتتبع لشركة إيران للطيران. كما اختلفت التقارير الأولية المقدمة حول عدد الأشخاص الذين كانوا على متنها، فوكالة أنباء نوفوستي ذكرت أن 95 راكبا كانوا على متن الطائرة بينما ذكرت رويترز 156 راكبا في حين أشارت أسوشيتد برس إلى 105 راكبا وقد تم في وقت لاحق توحيد التقارير والتأكد من عدد الركاب والبالغ عددهم تحديدا 105 أو 106 راكبا، من بينهم 10 أو 12 من أفراد الطاقم ثم 95 أو 94 من المسافرين، وقد ذكرت منظمة الطيران المدني بعد يوم من الحادث أن ما مجموعه 93 راكبا و12 من أفراد الطاقم كانوا على متن الطائرة وذلك وفقا لقائمة الطيران.

## الإصابات
نجم عن سقوط الطائرة الإيرانية وفاة 78 شخصا وإصابة 26 بجروح متفاوتة الخطورة فيما نجا 27 آخرين من الحادث. هذا وتجدر الإشارة إلى أن الطوارئ الإيرانية قد استعملت عقب الحادث 36 سيارة إسعاف و11 مستشفى من أجل عمليتي البحث والإنقاذ التي كانت صعبة ومعقدة إلى حد ما بسبب كثافة الثلوج في المنطقة، وقال صرح مسؤول محلي أن الطائرة قد انغرزت في عمق الأرض بحوالي 70 سنتيمتر (28 بوصة).

## الركاب

### جنسيات الركاب
| الجنسية | الوفيات | الوفيات | المجموع |
| الجنسية | الركاب  | الطاقم  | المجموع |
| ------- | ------- | ------- | ------- |
| العراق  | 4       | 0       | 4       |
| إيران   | 63      | 10      | 73      |

## التحقيق
أمرت إيران بإجراء تحقيق في الحادث. وبعد يوم من حادث التحطم تمكن المحققون من الحصول على الصندوق الأسود الذي سجل الحوار الذي دار في قمرة القيادة كما سجل وبدقة إحداثيات الطيران وموقع التحطم، وقد تم نقل هذا الصندوق قصد المزيد من التحليل واستخلاص النتائج النهائية. وكانت وزارة النقل في إيران قد صرحت بأن التحقيق ستشرف عليه منظمة الطيران المدني بالتعاون من وزارات ومنظمات أخرى بما في ذلك المتخصصين في مجال الطيران مثل هيكل الطائرة ومحركها والمعطيات الوادرة في الصندوق الأسود.